# Chippubetsu
Chippubetsu (jap. 秩父別町 Chippubetsu-chō) – miasto w Japonii, w prefekturze Hokkaido, w podprefekturze Sorachi. Według danych na rok 2020 miejscowość zamieszkiwało 2 329 mieszkańców , a gęstość zaludnienia wyniosła 49,4 os./km².